# IC 3757
IC 3757 — галактика типу *3 (потрійна зірка) у сузір'ї Гончі Пси.
Цей об'єкт міститься в оригінальній редакції індексного каталогу.